# Земо Квалоні
Земо Квалоні (груз. ზემო ქვალონი) — село в Грузії.
За даними перепису населення 2014 року в селі проживає 145 особи.